# Sharon Osbourne
Pour les articles homonymes, voir Osbourne.
Sharon Rachel Osbourne, née Levy puis Arden le 9 octobre 1952 à Brixton, est une femme d'affaires, écrivaine, participante de télé-réalité et animatrice de télévision britannique. 
Elle est l'épouse d'Ozzy Osbourne et également manager de Black Sabbath. Elle a trois enfants avec Ozzy : Aimee, Kelly et Jack. Elle prendra une importance publique après être apparue dans The Osbournes, une émission de télé-réalité qui suivait la vie quotidienne de sa famille. Plus tard, elle deviendra juge de talent show sur des émissions telles que The X Factor, de 2004 à 2007 ; avant de revenir en 2013, et America's Got Talent de 2007 à 2012. 

## Biographie
Née Sharon Rachel Levy, d'un père juif ashkénaze et d'une mère catholique irlandaise, elle rencontre Ozzy Osbourne, alors chanteur de Black Sabbath, à l'âge de 19 ans, alors qu'elle travaille comme réceptionniste pour son père qui veut devenir le manager de Black Sabbath. Lorsqu'en 1979, Ozzy Osbourne est renvoyé de Black Sabbath, Sharon décide de prendre sa carrière en main. Elle recrute des musiciens et des auteurs/compositeurs reconnus afin de créer The Blizzard of Ozz qui devient par la suite Ozzy Osbourne Band. La carrière d'Ozzy Osbourne démarre sur les chapeaux de roues. Une suite d'albums et de concerts durant les années 1980 rend Ozzy Osbourne célèbre, le hissant parmi les grands de la scène métal mondiale. En 1996, Sharon Osbourne crée un festival de musique, le Ozzfest.
Sharon se marie avec Ozzy Osbourne le 4 juillet 1982 à Maui (Hawaii). La même année, Ozzy et elle rachètent le contrat d'Ozzy au père de Sharon pour le prix de 1 500 000 £.
Sharon Osbourne dirige également d'autres groupes, très brièvement Queen, puis The Smashing Pumpkins et Coal Chamber.[réf. nécessaire]
De 2004 à 2007, elle est un des 4 juges dans l'émission britannique The X Factor, aux côtés de Simon Cowell. De 2007 à 2012, elle est juge de l'émission America's Got Talent.
En mars 2010, elle est dans la compétition de The Celebrity Apprentice, que son collègue Piers Morgan a remportée deux ans auparavant.
Elle fait une apparition dans le clip Save You de Simple Plan.
En 2013, elle est de retour dans le jury de The X Factor UK, pour la saison 10. Le 15 décembre 2013 c'est l'une des membres de son équipe, Sam Bailey, qui remporte cette 10e saison.
En 2020, elle fait une apparition dans l'épisode 2 saison 5 de la série Lucifer, où elle joue son propre rôle.